# Зуев, Владимир Валентинович
Владимир Валентинович Зуев (род. 5 августа 1959 года) — советский и российский художник-график, член-корреспондент РАХ (2021).

## Биография
Родился 5 августа 1959 года, живёт и работает в Нижнем Тагиле.
В 1981 году — окончил художественно-графический факультет Нижнетагильского государственного педагогического института, где в дальнейшем и работает: руководитель творческой студенческой группы «Графика» (1983—2021), доцент (2006), профессор (2013) Нижнетагильского государственного социально-педагогического института.
С 1989 года — член Союза художников СССР, Союза художников России.
В 2021 году — избран членом-корреспондентом Российской академии художеств от Отделения Урала, Сибири, Дальнего Востока.

## Творческая деятельность
Основные произведения
- работы в области гравюры: «Японская серия» (2007—2008, мягкий лак, резцовая гравюра, акватинта, высокая печать); серия «Supreme Forever!» (2008,58х80, травление на алюминии, высокая печать); серия «Взлети над чёрным!» (2012, 60х95, травление, высокая печать); цикл «Опера» (2012—2020, мягкий лак, резцовая гравюра, акватинта); серия «Архитектурный альбом. Провинция Шанси. Китай» (2017, 21x15,5, мягкий лак, резцовая гравюра, акватинта, высокая печать); серия «Моцарт. Волшебная флейта» (2019, 60х95, цветная сухая игла).
- работы в области книжной иллюстрации: сборник романов Е. Замятина «Мы», О. Хаксли «О дивный новый мир», Дж. Оруэлла «1984» (Средне-Уральское книжное издательство, Свердловск, 1990); «Путешествие по стране геометрии: для дошкольного и младшего школьного возраста» В. Житомирского, Л. Шеврина (Средне-Уральское книжное издательство, Екатеринбург, 1994); «„Пойди, подивись“: песенки и потешки народов мира» (Средне-Уральское книжное издательство, Екатеринбург, 1998 — не издана).

Произведения находятся в собраниях Башкирского государственного художественного музея имени М. В. Нестерова (Уфа), Вологодской областной картинной галереи, Государственного музея изобразительных искусств Республики Татарстан (Казань), Государственного художественного музея (Ханты-Мансийск), Екатеринбургского музея изобразительного искусства, Ирбитского музея изобразительного искусства, Калининградской художественной галереи, Министерства культуры Республики Башкортостан (Уфа), Нижнетагильского музея изобразительного искусства, Норильской художественной галереи, Пермской государственной художественной галереи, Чебского музея (Чехия), Международной биеннале печати в Гуаньлане (Китай), Музея Дэвиса (Уэлсли, США), Международного центра экслибриса в Синт-Никласе (Бельгия) и многих других музеев за рубежом.
Член жюри Международной биеннале станковой графики «Калининград-Кёнигсберг» (Калининград, 1994, 1998), Международной биеннале иллюстрации «Золотое перо Белграда» (Сербия, 2004), 4-й Казанской международной биеннале печатной графики «Всадник» (2017), Международного конкурса печатной графики малого формата и экслибриса (Екатеринбург, 2021), 4-й Международной биеннале печатной графики «Кубачинская башня» (Кубачи, Махачкала, 2024); председатель жюри Уральской международной триеннале печатной графики (Уфа, 2004, 2013, 2016, 2019); член организационного комитета Всероссийского фестиваля-биеннале «Урал-графо» (Екатеринбург, 2017, 2020, 2022, 2024).
Участник международных и всероссийских выставок с 1982 года.
- Екатеринбургский музей изобразительного искусства (2012, 2024);
- Выставка номинанта на Премию Губернатора Свердловской области за выдающиеся достижения в области искусства и литературы в 2012 в Доме художника в Екатеринбурге (2013);
- Вологодская областная картинная галерея (2013);
- Художественный музей Фредериксхавна в Дании (2014);
- Центральный Дом Художника в Москве (2014);
- Музей каллиграфии и миниатюрной графики в Петтенбахе (2015);
- Свердловское художественное училище имени И. Д. Шадра в Екатеринбурге (2016);
- Государственный музей изобразительных искусств в Казани (2017);
- «Мастер офорта» в Доме художника в Екатеринбурге (2017);
- Центр современной культуры УрФУ имени Б. Н. Ельцина в Екатеринбурге (2019);
- Выставочный зал НТГСПИ в Нижнем Тагиле (2019);
- «Застывшие в камне шедевры Шанси» в Библиотеке Гуманитарного университета в Екатеринбурге (2020);
- «Зодиак» в Выставочном зале Администрации города Нижний Тагил (2020);
- «ГлобалГравюрШоу» в Международном центре искусств в Екатеринбурге (2020);
- «Невидимые города» в художественном музее Эрнста Неизвестного в Екатеринбурге (2024);
- галерея «Академия» в Красноярске (2024)

## Награды
- Заслуженный художник Российской Федерации (2011)[1]
- Почётный работник сферы образования Российской Федерации (2016)

Награды РАХ
- Медаль «Иван Шувалов» (2014)
- Диплом Регионального отделения Урала, Сибири и Дальнего Востока РАХ в г. Красноярске (2019) — за произведения последних лет, творческие достижения в области графики и значительный вклад в развитие искусства региона
- Диплом РАХ за оформление книг: «Мы» Е. Замятина, «О дивный новый мир» О. Хаксли, «1984» Дж. Оруэлла, «Ветер в ивах» К. Грэм, «Путешествие по стране геометрии» В. Г. Житомирского и Л. Н. Шеврина (2021)

- Призёр Международного конкурса экслибриса «1945-1995» в Ломаццо Комо (Италия, 1991)
- 1-я премия Уральской международной триеннале печатной графики в Уфе (1995, 2010)
- Диплом первой степени Всероссийского конкурса «Искусство книги» в Москве (1995)
- 1-я премия, медали лауреата Биеннале современного экслибриса в Польше (1996, 2002, 2007, 2010, 2011, 2013)
- 1-я премия Международной биеннале миниатюрного искусства (1998, 2005)
- 1-я премия Конкурса графических экслибрисов в Польше (1999)
- Диплом Союза художников России за успехи в творчестве и содействие развитию изобразительного искусства России (2000)
- лауреат 9-й Международной биеннале малых графических форм и экслибрисов в Польше (2001)
- 1-я премия 2-й Международной триеннале экслибриса в Лефкасе (Греция, 2008)
- Золотой Диплом Всероссийского фестиваля-биеннале УРАЛГРАФО в Екатеринбурге (2012, 2014)
- Диплом Союза художников России за успехи в творчестве и содействие развитию изобразительного искусства России (2012)
- Диплом лауреата Всероссийской выставки художников-преподавателей в Костроме (2012)
- Лауреат Премии Губернатора Свердловской области за выдающиеся достижения в области искусства и литературы (2013)
- Диплом лауреата Всероссийской выставки экслибриса в Вологде (2013)
- Первая премия 3-й Казанской международной биеннале печатной графики (2015)
- Медаль Международной триеннале печатной графики в Бресте (2015)
- 1-я премия 8-го Международного конкурса экслибриса в Бодио Ломнаго (Италия, 2016)
- награда 4-го Международного конгресса экслибриса за вклад в международное сообщество экслибриса и искусство гравюры (2018)
- Золотая медаль СХР (2018)
- 1-я премия Международного конкурса в рамках 37-го Всемирного конгресса FISAE (2018)
- Диплом первой степени Международного фестиваля графики Uni Graphica в Краснодаре (2019)
- Гран-при Международной биеннале «Сухая игла» в Сербии (2019)
- Лауреат Премии Губернатора Свердловской области за выдающиеся достижения в области искусства и литературы (2020)
- Диплом лауреата Межрегиональной художественной выставки «Достоевский» в Омске (2021)
- Гран-при IV Всероссийской триеннале современного изобразительного искусства «Лабиринт» в Магнитогорске (2022)
- Диплом «За высокий профессионализм» III Международной биеннале печатной графики «Кубачинская башня» в Дагестане (2022)
- приз 5-го Международного конкурса экслибриса в Варне (Болгария, 2023)
- Гран-при 5-й. Международной биеннале малых офортов в Румынии (2023)
- Специальный приз «Признание» Международного конкурса экслибриса «Здесь Пушкиным всё дышит» в Екатеринбурге (2024)
- Золотая медаль Межрегиональной выставки «Большой Урал — XIII» в Екатеринбурге (2024)